# Estadio Municipal Raúl Vargas Verdejo
El estadio municipal Raúl Vargas Verdejo de Quintero es un estadio ubicado en la ciudad de Quintero, provincia de Valparaíso, región de Valparaíso, Chile. Es usado mayormente para la realización de partidos de fútbol. Cuenta con una capacidad para 2500 espectadores.
Es utilizado por el Club Quintero Unido, actualmente en la Tercera División A de Chile.
Se encuentra ubicado en la calle Luis Cousiño 3098.